# Mitella caulescens
Mitella caulescens är en stenbräckeväxtart som beskrevs av Thomas Nuttall, John Torrey och Gray. Mitella caulescens ingår i släktet Mitella och familjen stenbräckeväxter. Inga underarter finns listade i Catalogue of Life.

## Bildgalleri

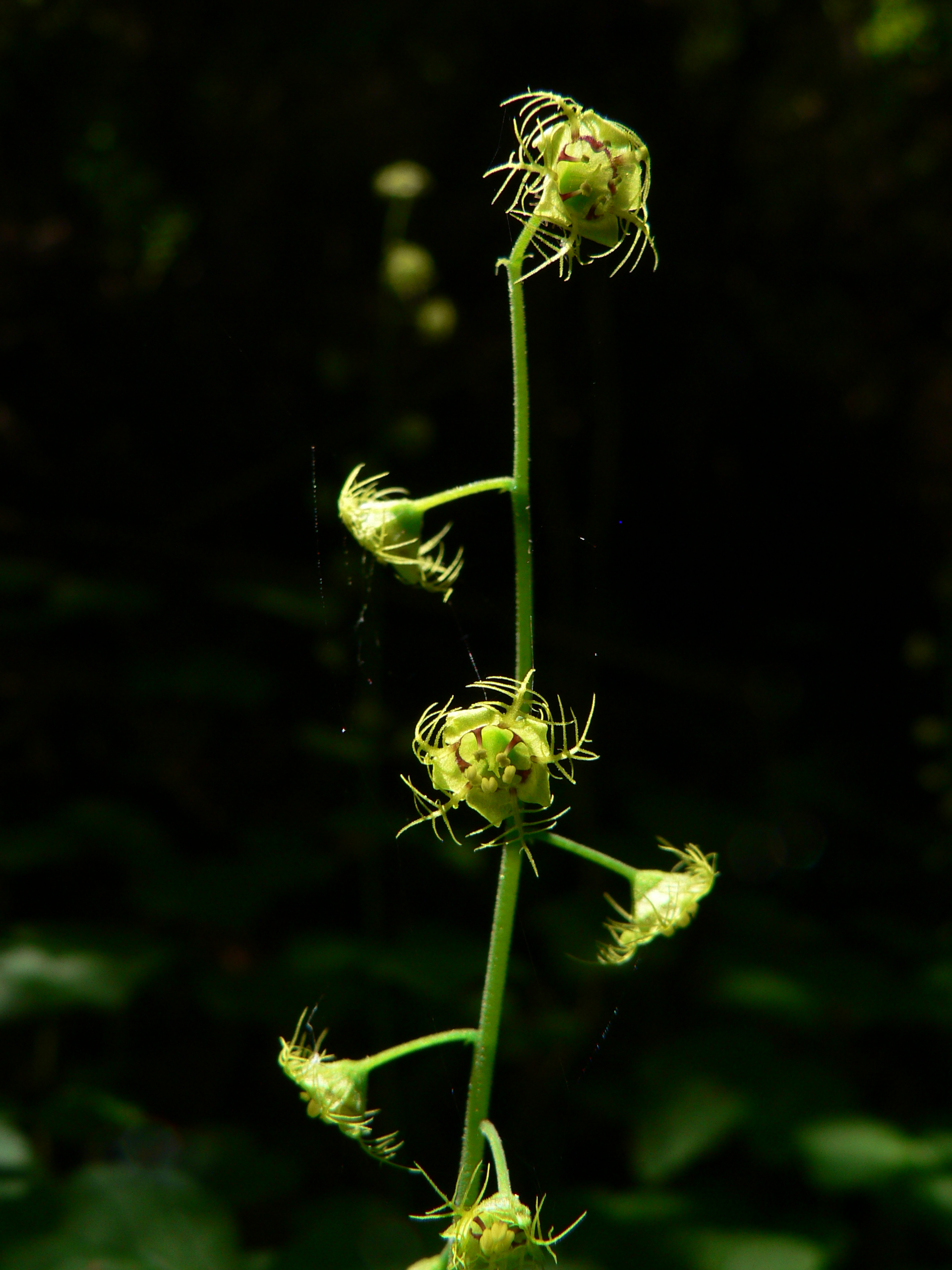
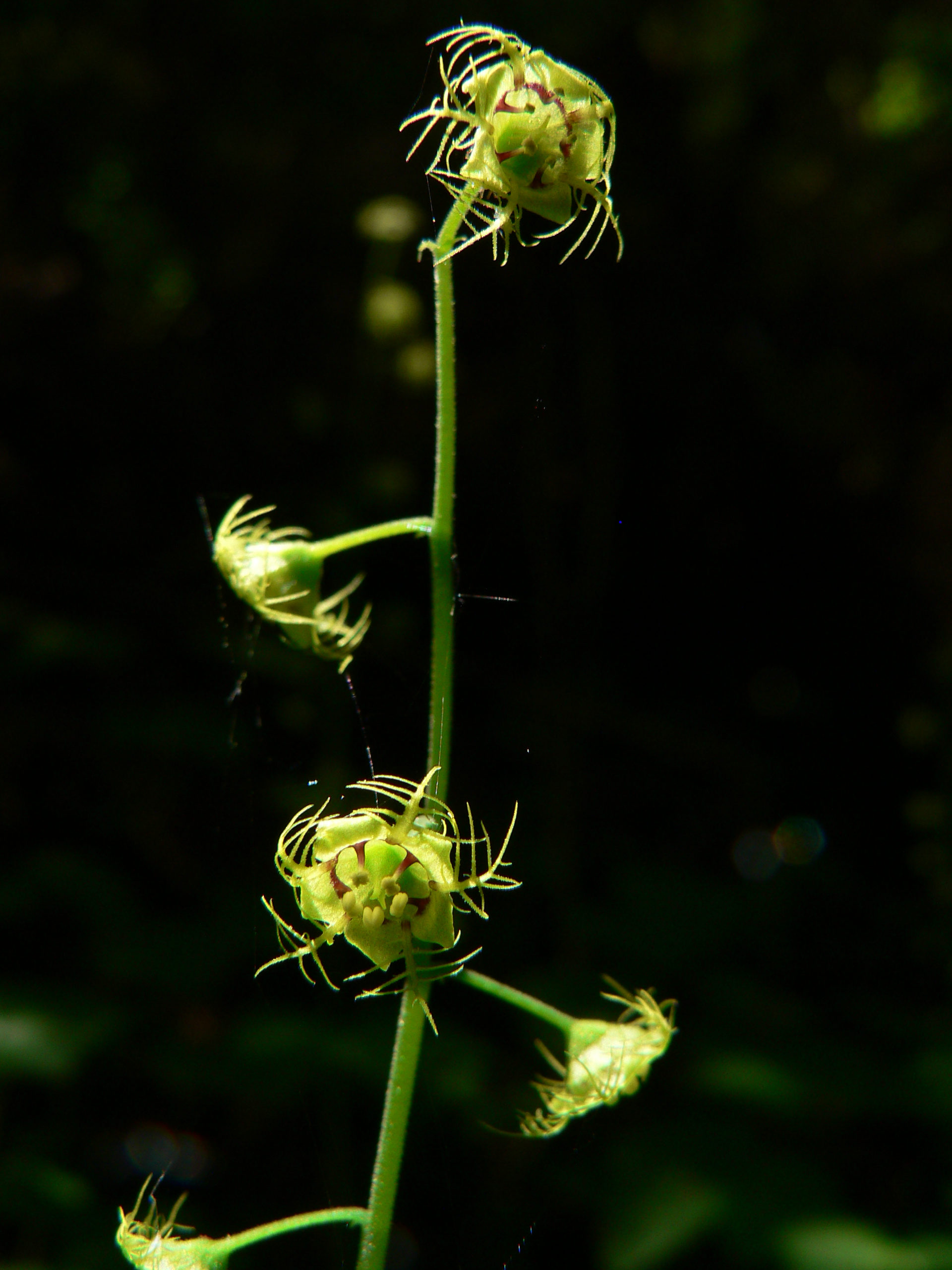
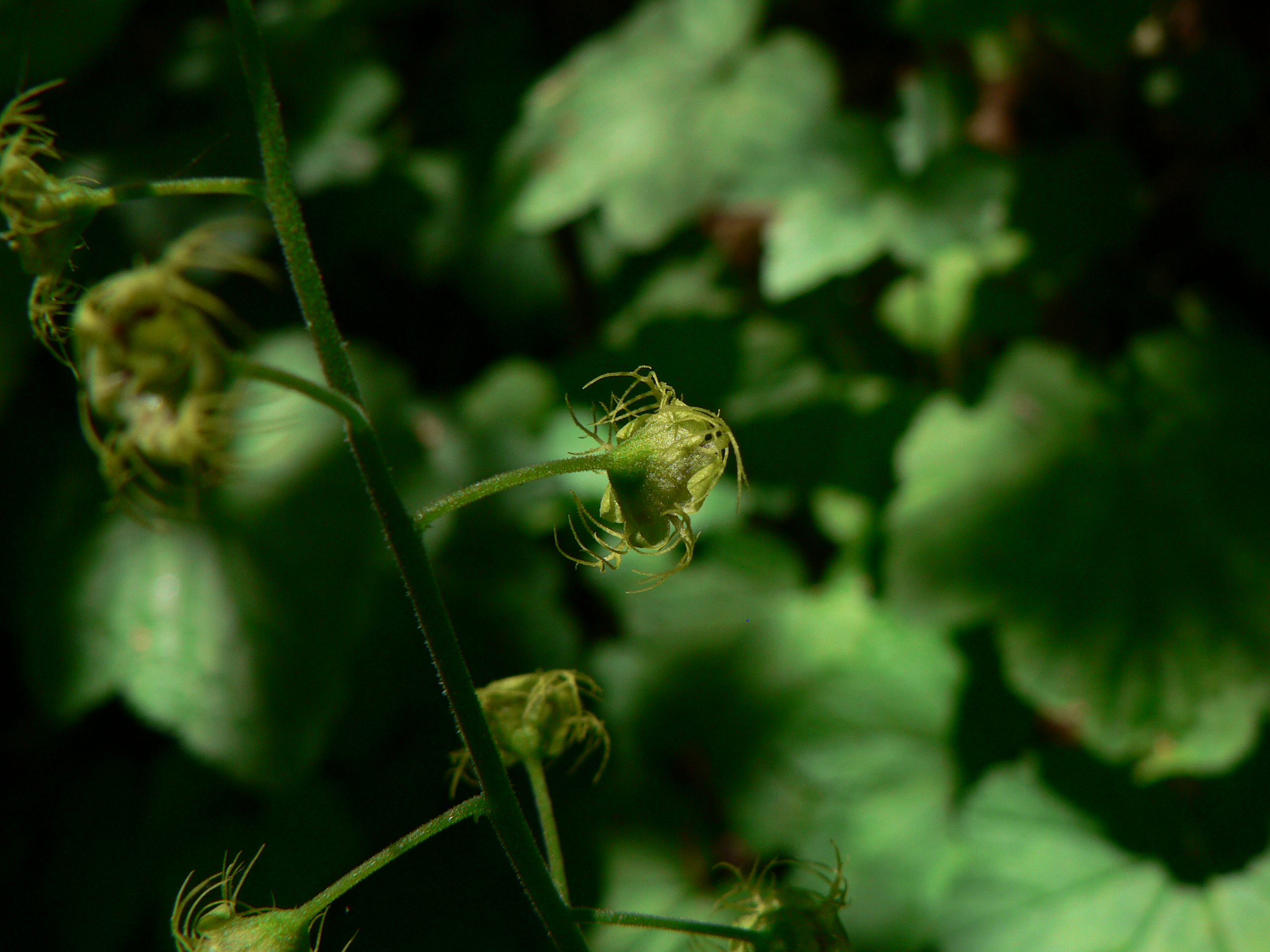
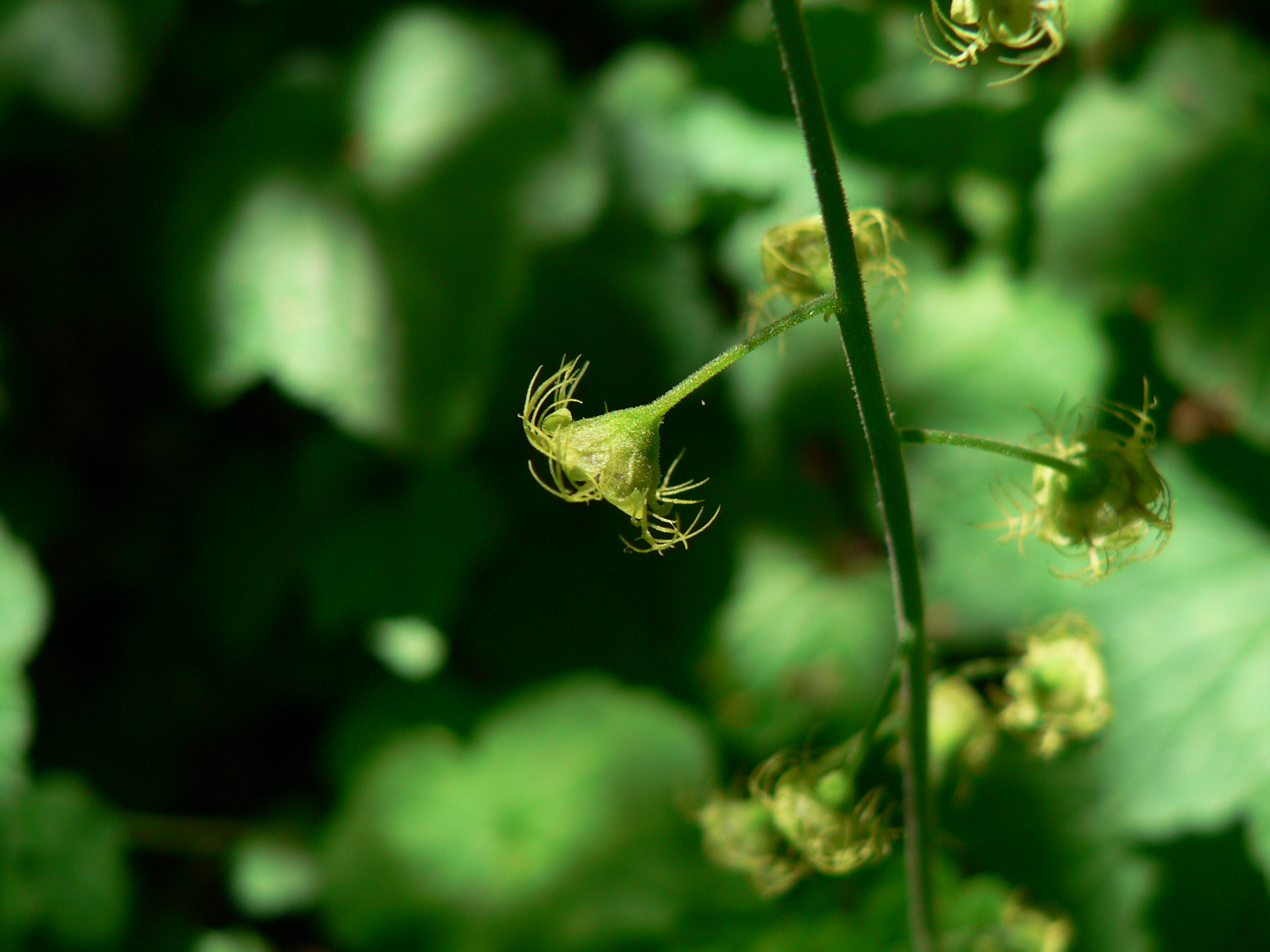
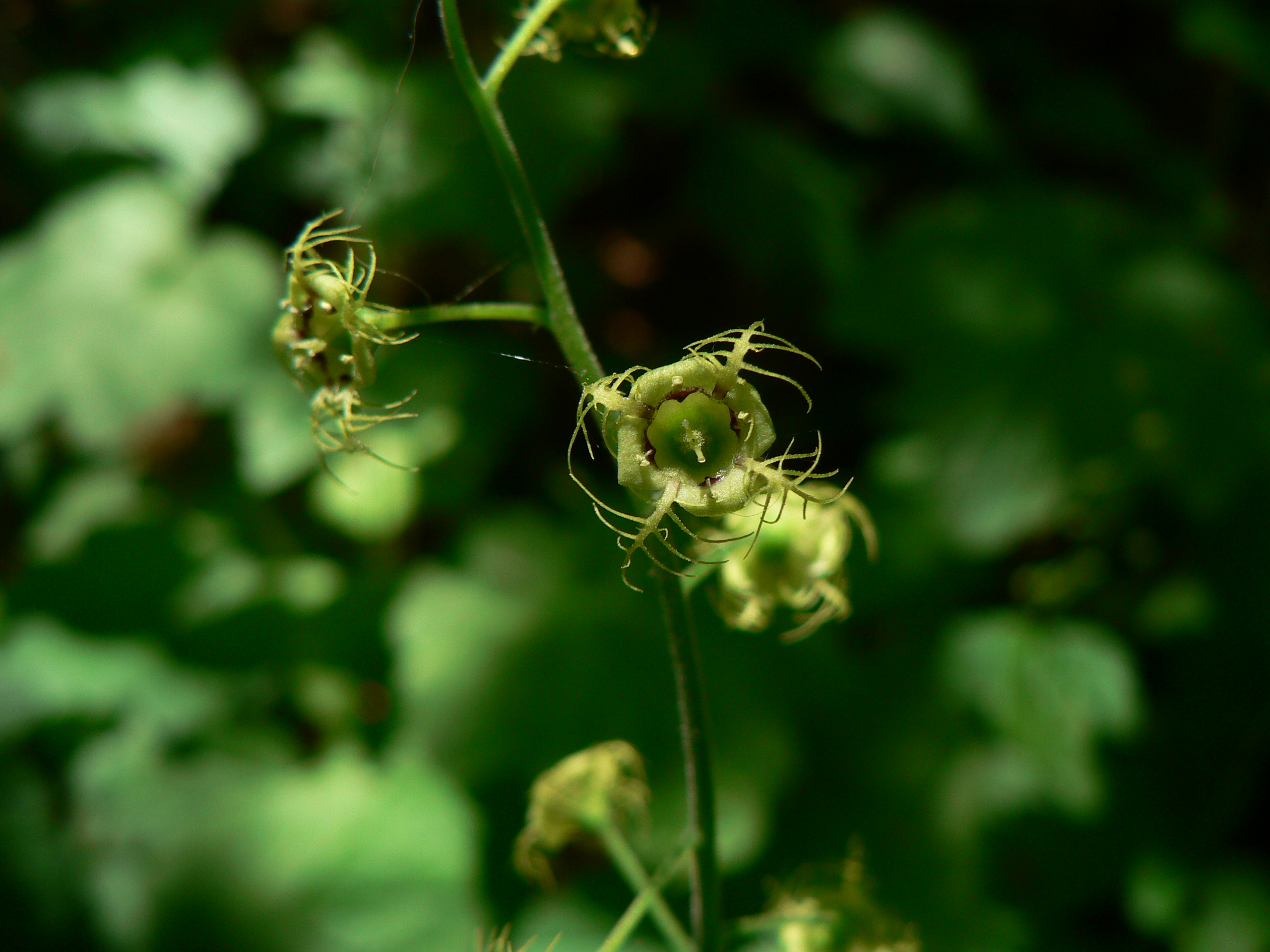
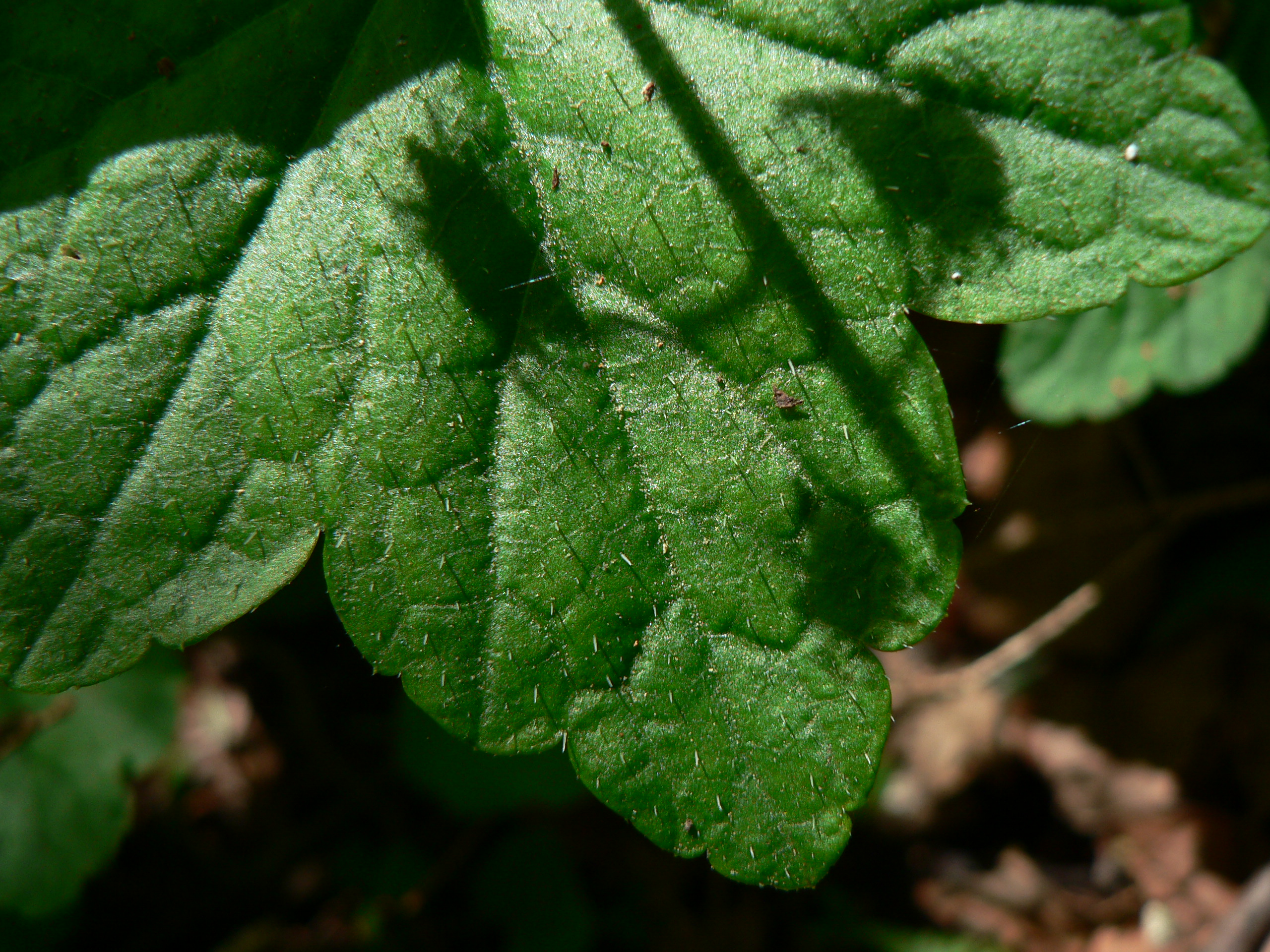